# Виньска, Ага
Ага Виньска (пол. Aga Wińska; настоящее имя Агата Висневская, пол. Agata Wiśniewska; род. 1964, Варшава) — польская певица, сопрано.
Окончила Музыкальную академию имени Шопена в Варшаве, ещё студенткой дебютировав в партии Королевы ночи (Моцарт, «Волшебная флейта») на сцене Варшавской камерной оперы. В 1988 г. Ага Виньска стала первым лауреатом Международного конкурса имени королевы Елизаветы в новой номинации для вокалистов.
Ага Виньска широко гастролирует. В её оперном репертуаре партии в операх Россини (Розина в «Севильском цирюльнике»), Верди (Джильда в «Риголетто», Виолетта в «Травиате»), Пуччини (Мими в «Богеме»), Гуно (Маргарита в «Фаусте»), Чайковского (Татьяна в «Евгении Онегине») и др.; в партии Констанцы в «Похищении из сераля» Моцарта Виньска выступила также и в поставленном по этой опере фильме-спектакле (1990). Виньска пела также в «Реквиемах» Моцарта, Верди, Брамса, Форе, ораториях и мессах Перголези, Вивальди, Генделя, Баха, Шуберта, Брукнера. В репертуаре Виньской немало песен и романсов, особенно польских (Шопен, Монюшко и др.), русских (Рахманинов, Римский-Корсаков и др.), французских (Делиб, Дебюсси, Равель и др.). Наконец, что не вполне типично для оперных певиц, Ага Виньска охотно обращается к оперетте: она пела главные партии в «Цыганском бароне» и «Летучей мыши» Иоганна Штрауса, «Королеве чардаша» Имре Кальмана, а в 2005 г. выступила постановщиком оперетты Легара «Весёлая вдова» на сцене брюссельского театра Лёгкой Оперы.